# Eichelsbach (Neuer Graben)
Der Eichelsbach ist ein etwa 3 km langer linker, periodischer Zufluss des Neuen Grabens im bayerischen Spessart.

## Geographie

### Verlauf
Der Eichelsbach entspringt auf einer Höhe von etwa 307 m ü. NHN am nordwestlichen Ortsrand von Eichelsbach.
Er verläuft entlang der Kreisstraße MIL 26 Richtung Nordwesten nach Hofstetten. Dort mündet er schließlich auf einer Höhe von 157 m von links in den Neuen Graben.
Der Eichelsbach erreicht nach einem 3 km langen Lauf mit mittlerem Sohlgefälle von rund 50 ‰ etwa 150 Meter unterhalb seines Ursprungs den Neuen Graben.

### Einzugsgebiet
Das Einzugsgebiet des Eichelsbach liegt im Spessart und wird über Neuen Graben, Main und Rhein zur Nordsee entwässert.
Es ist im östlichen Bereich zum großen Teil bewaldet, im mittleren Bereich längst der Aue dominiert  Ackerland und im Mündungsbereich Siedlungsflächen.